# Яхта «Гогенцоллерн» (серия марок)
«Я́хта „Гогенцо́ллерн“» или просто «Яхта» (нем. Kaiseryacht SMS Hohenzollern) — филателистическое название широко известной первой и единственной оригинальной омнибусной серии стандартных почтовых марок заморских колониальных владений Германской империи.
Общий сюжет этих марок — изображение яхты германского императора (кайзера) Вильгельма II «Гогенцоллерн». Серия находилась в почтовом обращении в 1900—1915 годах и выпускалась до 1919 года. Существует ряд довоенных провизориев и провизорных выпусков времён Первой мировой войны.
Её почтовое использование было прекращено в связи с отторжением германских колоний союзниками и, позже, превращением этих земель в мандатные территории Лиги Наций по условиям Версальского договора (1919), зафиксировавшего поражение Германии в войне.

## Предыстория

### Обретение колоний
Объединившаяся в 1871 году вокруг Пруссии федеративная Германская империя поначалу декларировала свою незаинтересованность в колониальной экспансии.
Однако уже с 1873 года в Германии стали организовываться частные коммерческие компании по освоению и эксплуатации различных заморских территорий, и спустя десятилетие их активной деятельности, в том числе лоббизма ими своих интересов в Рейхстаге, государство официально объявило в 1884 году о защите и покровительстве частных территориальных владений немецкого бизнеса в заморских землях.
В результате в 1884—1885 годах в собственности Германской империи оказались обширные колонии в Восточной, Юго-Западной, Центральной и Западной Африке, а также в Океании и, позже, в Китае. Империя активно расширяла многие из своих владений и приобретала новые. К концу XIX века их совокупная площадь составляла 2 953 000 км², население — 12,3 млн человек.

### Администрации
В германских владениях были образованы и функционировали десять колониальных почтовых администраций, каждая из которых входила во Всемирный почтовый союз (ВПС). В немецкой транскрипции печатавшиеся на почтовых марках названия некоторых из эмитентов с течением времени изменялись (см. итоги Первой (1876) и Второй (1901) орфографических конференций в Берлине):
Разница в написании Neu-Guinea
- Германская Юго-Западная Африка — Deutsch-Südwest-Afrika, с 1898 года Deutsch-Südwestafrika;
- Германская Восточная Африка — Deutsch-Ostafrika;
- Германское Того — Togo;
- Германский Камерун — Kamerun;
- Цзяо-Чжоу — Kiautschou;
- Германская Новая Гвинея — Deutsch-Neu-Guinea, с 1914 Deutsch-Neuguinea, с 1918 Deutsch-Neu-Guinea;
  - Каролинские острова — Karolinen;
  - Марианские острова — Marianen;
  - Маршалловы острова — Marschall-Inseln, с 1899 года Marshall-Inseln;
- Германское Самоа — Samoa.

## Марки-предшественницы

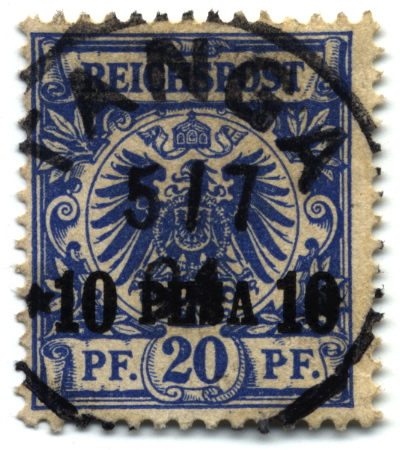
Германская Восточная Африка, надпечатка 10 пеза, гашение Танга (1893)

Поскольку денежные системы в самой Германской империи и в её колониях, за исключением Германской Восточной Африки, в описываемое время были совместимы (1 золотая рейхсмарка = 100 пфеннигов), а тарифы на почтовую пересылку идентичны, до 1897 года там находились в обращении обычные стандартные почтовые марки Германии.
Определить их использование именно в той или иной колонии можно только по почтовому гашению с обозначением города и/или колонии. Описанные почтовые провизории называют «марками-предшественницами». В Германской Восточной Африке с 1893 года применялись стандартные имперские почтовые марки с надпечатками номинала в пезах и рупиях, местной валюте.
С 1896—1897 годов в обращение были выпущены стандартные почтовые марки Германии с дополнительной надпечаткой по диагонали названия той или иной колонии. Это даёт возможность идентифицировать и негашёные колониальные марки этого периода.

## Серия «Яхта»

### Дизайн
На рубеже 1900—1901 годов одновременно с выпуском в обращение в самой Германской империи новой серии стандартных почтовых марок «Германия» (нем. Germania) для всех её заморских колоний была издана первая серия оригинальных аналогичных марок с изображением кайзеровской яхты «Гогенцоллерн». Серия имела общий сюжет, но, как и «Германия», два отдельных дизайна для номиналов в пфеннигах (яхта анфас) и в рейхсмарках (яхта сбоку), причём цветовая гамма обеих серий («Германия» и «Яхта») гармонировала.
Для достижения эстетического единства рисунка высоких номиналов (в рейхсмарках) было разработано два варианта их дизайна, отличающихся развевающейся сверху лентой с названием той или иной колонии — первый для коротких названий (лента дважды сложена), второй для длинных (лента расправлена и простирается без складываний на всю ширину марки). Дизайн пфенниговой части серии един — и для заполнения пустот в случае короткого названия колонии справа и слева от надписи на ленте воспроизводится декоративный элемент (Togo, Samoa и др.) или просто точки (Kiautschou, Marianen и др.).
Изображение кайзеровской яхты «Гогенцоллерн» было избрано в качестве единого сюжета колониальных почтовых марок как квинтэссенция стремительно растущей имперской мощи и престижа: на рубеже XIX—XX веков Германия приступила к постройке собственного современного океанического флота, стремясь упрочить своё присутствие в заморских землях и на равных конкурировать с другими великими державами, прежде всего с Британской империей. По мнению эксперта по культурному наследию Океании Дирка Спеннермана, несущаяся под парами яхта императора на колониальных марках символизировала готовность последнего, если потребуется, оперативно прийти на помощь колонистам.
|  | Яхта «Гогенцоллерн» Эта названная в честь прусской королевской династии Гогенцоллернов трёхмачтовая паровая яхта была построена в Штеттине на верфях AG Vulcan Stettin в 1892 году. Её длина 122 м, ширина (бимс) 14 м. В строю с 1893 года, использовалась как императорская яхта и авизо. C 1894 года кайзер Вильгельм II совершал на ней ежегодные продолжительные круизы в Скандинавию, а также путешествовал в Великобританию, Россию, по Средиземноморью и через Атлантику. До 1914 года Вильгельм провёл на борту яхты «Гогенцоллерн» совокупно около 3,5 лет. С июля 1914 года, после начала Первой мировой войны, яхта была выведена из кайзерлихмарине и базировалась в Киле, где в 1918 году стала собственностью Веймарской республики. Исключена из флотского реестра в декабре 1920 года, в 1923 году продана на слом. |

### Валюта
Серия «Яхта» номинировалась в пфеннигах и рейхсмарках. Однако денежная система Германской Восточной Африки исторически отличалась от прочих колоний, на что влияло параллельное хождение индийской рупии. С 1890 года там была введена в обращение восточноафриканская рупия, равная 64 пезам. Соответственно, номиналы почтовых марок серии «Яхта „Гогенцоллерн“» давались в этих единицах — 2, 3, 5, 10, 15, 20, 25 и 40 пезов, 1, 2 и 3 рупии. C 1905 года, после перехода годом ранее на десятичную систему, — в рупиях и геллерах (2½, 4, 7½, 15, 20, 30, 45 и 60 геллеров, 1, 2 и 3 рупии). См. также: История почты и почтовых марок Германской Восточной Африки.
Почтовые марки серии «Яхта» для Германской Восточной Африки
Отличалась и валюта концессионной территории Цзяо-Чжоу (Kiautschou) в Цинском Китае. В 1900 году для неё, как и для остальных колоний Германии, была выпущена серия «Яхта» в германской валюте (пфеннигах и рейхсмарках), однако с 1905 года её почтовые марки стали номинироваться в китайских долларах и центах (с 1907 года в долларах и центах Цзяо-Чжоу) — 1, 2, 4, 10, 20 и 40 центов, ½, 1, 1½ и 2½ доллара. См. также: Германская почта в Китае.
Почтовые марки серии «Яхта» для Цзяо-Чжоу

### Печать
«Яхты» низких номиналов (3, 5, 10, 20 пфеннигов, 1, 2 и 3 марки) печатались в один цвет, высоких (25, 30, 40, 50, 80 пфеннигов и 5 марок) — двуцветки. Это был классический омнибусный выпуск колониального типа, изготовлявшийся в два проката — рисунок рамки наносился с единой для всех печатной формы (англ. key plate), после чего с помощью отличающихся для каждой колонии duty plate впечатывалась виньетка (рисунок яхты в центре) и текстовая часть (название той или иной колонии и номинал).
Размер пфенниговых почтовых марок 21 × 24 мм, зубцовка 14:14½, типографская (высокая) печать. Размер номинированной в рейхсмарках части серии был больше — 35 × 24 мм, зубцовка 26:17, 25:16 или 25:17 в зависимости от колонии и года выпуска, способ печати — глубокая печать (металлография). Такой метод требовал увлажнения бумаги перед процессом. Из-за неравномерности её сушки конечный размер почтовых марок разных партий может немного отличаться.
Специализированный Michel-Katalog Deutschland упоминает, что все марки серии «Яхта» для всех колоний известны с англоязычной надпечаткой «Образец» (англ. Specimen). Официально, это делалось по заказу Рейхспочты в момент выпуска каждого номинала для представления образцов в штаб-квартиру Всемирного почтового союза (ВПС) в Берне. Однако такие надпечатанные экземпляры продавались на берлинском почтамте филателистам, поэтому на профильном рынке циркулирует их избыточное количество (см. Стерилизация марок).
Тиражи пфенниговой части серии «Яхта „Гогенцоллерн“» печатались марочными листами по сто штук (10 × 10), высокие номиналы по 20 штук (4 × 5) на бумаге без водяных знаков, однако с 1905—1906 годов все номиналы серии стали выпускаться на бумаге с водяным знаком «ромбы» (нем. Rauten) в качестве защитного признака. На верхнем поле марочного листа дополнительно указывалась стоимость почтовых марок по вертикальным рядам для облегчения подсчёта при их продаже в почтовых отделениях.
Параллельно ряд номиналов серии выпускался и в формате марочных тетрадок (буклетов). Как и в случае серии «Германия», некоторые почтовые марки оказывались, в таком случае, с гаттерами или рекламными купонами, отделёнными от собственно марок перфорацией. Такие сцепки известны, в частности, среди выпусков «Яхт» для Камеруна, Германской Юго-Западной Африки, Германской Восточной Африки и др.

## Провизории
Самыми востребованными номиналами серии «Яхта „Гогенцоллерн“» были 5 и 10 пфеннигов, они завозились в колонии наибольшими тиражами. Однако за годы почтового обращения серии всё же произошло несколько случаев резкого обострения нужды в тех или иных марках, которые трудно или невозможно было предусмотреть. В таких случаях местные почтмейстеры, будучи связаны необходимостью строгой отчётности, были вынуждены принимать нестандартные решения.

### Довоенные
Понапе
20 апреля 1905 года мощный тайфун обрушился на восточную часть Каролинских островов, в том числе он разрушил почтовое отделение на Понапе (ныне — Понпеи), главном острове этой части архипелага. Среди утраченного имущества оказалась большая часть хранившихся там запасов почтовых марок (особенно самых ходовых, 5-пфенниговых), а также календарный почтовый штемпель. В результате было принято решение использовать в качестве номинала 5 пфеннигов вертикально разрезанные пополам марки 10 пфеннигов, причем для удостоверения легальности бисектов они гасились официальной печатью местной почты. Такие провизории использовались до 9 июля того же года.
В июле 1910 года у того же острова Понапе неожиданно для островитян появились корабли Восточно-Азиатской крейсерской эскадры ВМФ Германии во главе с флагманским броненосным крейсером «Шарнхорст». За время пребывания на Понапе (2—7 июля) местному населению и экипажам военных кораблей удалось израсходовать все находившиеся там запасы почтовых марок номиналов 5 и 10 пфеннигов. Для покрытия текущего спроса после отплытия эскадры в почтовом отделении острова было принято решение надпечатать 3-пфенниговые марки 5 Pf и продавать их, соответственно, по пять, а также вертикально разрезать номинал 20 пфеннигов и продавать половинки по десять. Было создано 500 провизориев с надпечатками и ещё 500 провизориев-бисектов.
Такое франкирование почтовой корреспонденции производилось только один день 12 июля 1910 года, причём одновременно рядом с наклеенным провизорием ставился заверяющий законность выпуска оттиск официальной печати почтового отделения. Поскольку за год до этих событий Понапе получил новую официальную печать взамен старой, их оттиски образца 1905 и 1910 годов отличаются. В первом случае кегль шрифта слова Karolinen меньше и оно оказывается короче слова Ponape, во втором случае — наоборот, длиннее.
Лонжи
Спустя год появился ещё один бисект. Это произошло в Германском Камеруне в небольшом городке Лонжи (Longji), находящемся на побережье залива Биафра в департаменте Осеан недалеко от Криби. Из-за скорого отплытия стоявшего там почтового парохода «Бадения» резко возрос спрос на почтовые услуги: местное население стремилось отослать свою корреспонденцию на этом пароходе. В результате 19 мая 1911 года в почтовом отделении закончились 10-пфенниговые почтовые марки.
Почтмейстер Лонжи в нарушение инструкции Рейхспочты не плодить провизориев принял решение для покрытия внезапно возросших потребностей вертикально разрезать 20-пфенниговые марки и использовать половинки, заверяя легитимность провизория поставленным рядом оттиском официальной печати своего отделения. Таким образом в Лонжи было изготовлено и употреблено от ста до двухсот бисектов.
Как и все разрезанные марки (бисекты), выпуски Понапе и Лонжи имеют филателистическую ценность только в наклеенном на целой вещи виде или на вырезке из неё, когда видны оттиски почтовых штемпелей, переходящие на оболочку, поскольку иначе невозможно доказать факт почтового обращения.

### Военные
Кёнигсберг/Мёве
С началом Первой мировой войны боевые действия между Центральными державами и Союзниками развернулись и в колониях Германской империи. В ходе продолжительных боевых действий в Германской Восточной Африке неожиданной добычей администрации этой колонии стали запасы почтовых марок серии «Германия», находившиеся для обеспечения почтовых потребностей экипажа на потопленном союзниками в июле 1915 года в результате неравного боя в устье реки Руфиджи германском лёгком крейсере «Кёнигсберг».
Местным властям удалось поднять со дна реки и вывезти не только корабельное вооружение, но и сохранившийся запас марок. Последние позже были объединены с аналогичными запасами, оставшимися после взрыва в гавани Дар-эс-Салама гидрографического судна «Мёве» в сентябре 1914 года. Марки серии «Германия» представляли несомненную ценность для жителей колонии из-за неуклонного истощения запасов штатной серии «Яхта „Гогенцоллерн“» при невозможности их адекватного пополнения в условиях войны.

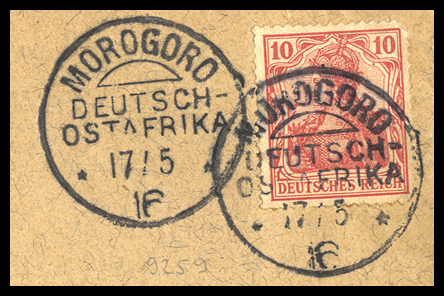
Провизорий «Кёнигсберга», гашение Морогоро (17 мая 1916 года)

Колониальные власти приняли решение использовать корабельные «Германии» как служебные марки для франкировки посылок и бандеролей и распределили спасённый тираж (совокупно около 11 тыс. штук) по восьми крупнейшим почтовым отделениям Германской Восточной Африки. При этом номиналы серии «Германия» (в пфеннигах) были директивно переназначены в местной валюте, геллерах, следующим образом:
- 3 пфеннига = 2½ геллера
- 5 пфеннигов = 4 геллера
- 10 пфеннигов = 7½ геллера
- 20 пфеннигов = 15 геллеров
- 50 пфеннигов = 37½ геллера
- 1 рейхсмарка = 75 геллеров

Никаких надпечаток не производилось — и принадлежность марок именно к этому провизорному выпуску можно определить только по календарным почтовым гашениям колонии. Провизории «Кёнигсберга» было запрещено использовать для франкирования частной переписки, однако зафиксированы единичные случаи нарушения такой инструкции. После получения из Европы свежеотпечатанных тиражей серии «Яхта» в конце июня 1916 года провизории были выведены из обращения.
Вуга
Более известными оказались «провизории Вуга» (нем. Wuga), также появившиеся в Германской Восточной Африке в военный период. К концу 1915 года британская морская блокада этой колонии привела к полному исчерпанию запасов почтовых марок серии «Яхта» всех номиналов. В январе 1916 года местными почтовыми службами был подготовлен экстренный выпуск провизориев, имевших, как и «Яхты», два дизайна для низких (2½, 4, 7½ и 15 геллеров) и высоких (20, 30, 45 геллеров, 1, 2 и 3 рупии) номиналов, но предельно упрощённый рисунок — в первом случае просто с надписью Deutsch-Ostafrika в центре, во втором — с гербом Германской империи.
В марте 1916 года в миссионерской типографии деревни Вуга (район Вильгельмшталь области Танга) удалось отпечатать первые тиражи марочных листов трёх номиналов — 2½ и 7½ геллеров, а также 1 рупия. Они были без клеевого слоя и отделялись друг от друга просечкой. Каждый лист содержал по сто марок, однако на такое одновременно печатаемое количество не хватало идентичных типографских литер «2» и «7», поэтому при наборе вынужденно смешивались разные шрифты — и из ста марок 60 штук оказывались первого типа (по классификации каталога «Михель»), а ещё 40 второго, причём оба типа чередовались.
«Провизории Вуга» так и не были использованы по прямому назначению: британская блокада была прорвана, германский грузовой корабль Marie смог доставить колонистам новые тиражи серии «Яхта „Гогенцоллерн“» и нужда в суррогатах отпала. Позже отпечатанные провизории были захоронены на плантациях перед сдачей колонии союзным войскам. В 1921 году британские колониальные власти разрешили Веймарской Германии откопать захоронение и вывезти марки для реализации на филателистическом рынке. Большая часть тиражей оказалась в очень плохом состоянии из-за повышенной влажности, уцелело немногое — около 10 тыс. штук по 2½ геллера (из более чем 100 тыс.), около 19 тыс. 7½-геллеровых марок (из 313 тыс.) и 470 экземпляров номиналом 1 рупия (из 10,5 тыс.).

## Утрата колоний
Совокупно контингент германских войск во всех территориально разобщённых колониальных владениях империи на 1914 год составлял всего около 15 тыс. человек, причём ряд обширных территорий не был защищён ничем кроме полицейских подразделений. Германским войскам противостояли более чем вдесятеро превосходящие союзные вооружённые силы, однако процесс захвата и оккупации заморских владений Германии растянулся на несколько лет:
| Время оккупации | Оккупированная территория      | Союзные войска                                                                |
| --------------- | ------------------------------ | ----------------------------------------------------------------------------- |
| Август 1914     | Германское Того                | Британские и французские                                                      |
| Август 1914     | Германское Самоа               | Новозеландские                                                                |
| Сентябрь 1914   | Германская Новая Гвинея        | Австралийские и японские (на островах)                                        |
| Ноябрь 1914     | Цзяо-Чжоу                      | Британские и японские                                                         |
| Август 1915     | Германская Юго-Западная Африка | Британские (включая южноафриканские) и португальские                          |
| Февраль 1916    | Германский Камерун             | Британские и французские                                                      |
| Ноябрь 1918     | Германская Восточная Африка    | Британские (включая индийские и южноафриканские), бельгийские и португальские |

Позже, по условиям подписанного в июне 1919 года Версальского мирного договора (разделы I и II части IV) Германия лишилась всех своих заморских колоний, эти земли были разделены между союзными державами-победительницами как мандатные территории Лиги Наций.

### Эволюция «Яхт»
В 1915—1919 годах (до подписания Германией мирного договора в Версале) Имперская почта, несмотря на утрату связи с колониями, продолжала допечатывать тиражи серии «Яхта „Гогенцоллерн“», в том числе и ряд номиналов, которые никогда не использовались в реальном почтовом обращении и потому не указываются в каталоге «Скотт». Марки реализовывались до конца войны филателистам и марочным дилерам на главпочтамте в Берлине по номинальной стоимости.

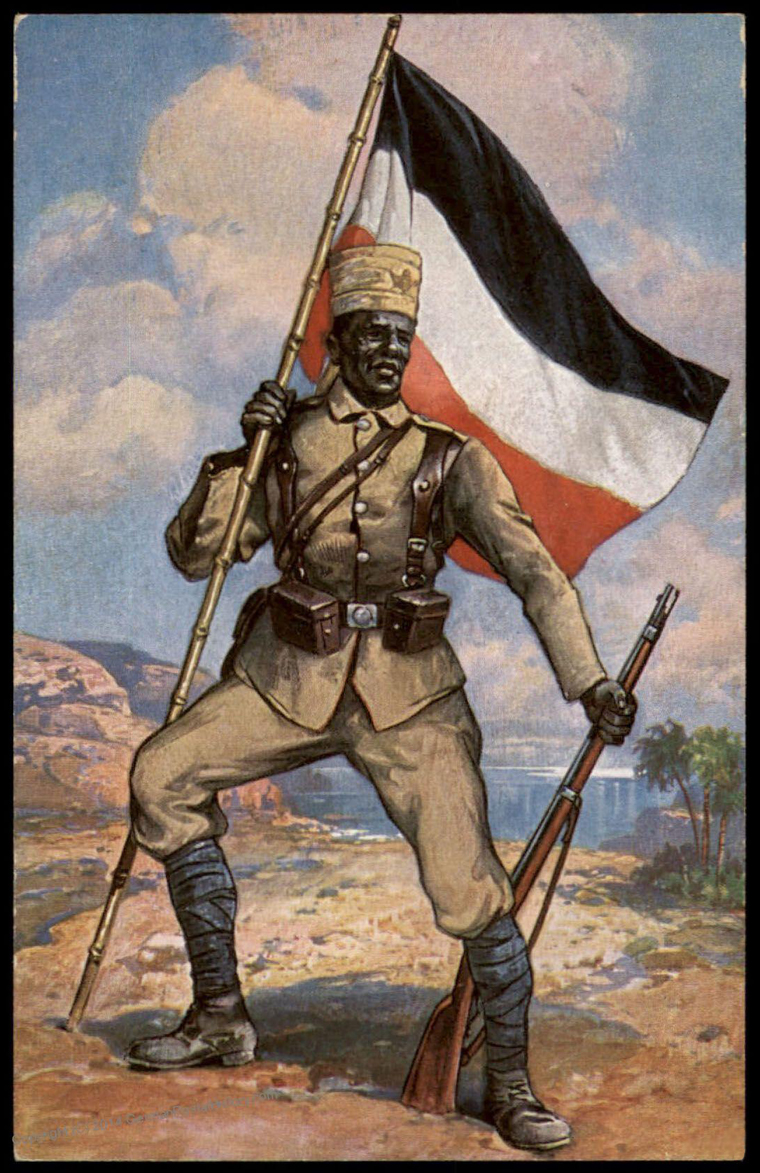
Воин-аскари на защите Германской Восточной Африки (1915)

Помимо выпусков «Яхт» 1900—1905 годов без водяных знаков, эксперты различают два более поздних выпуска с водяными знаками «ромбы» — тиражи 1905—1914 годов («мирного времени», нем. Friedensdruck) и 1915—1919 годов («военного времени», Kriegsdruck). Они отличаются зубцовкой и другими мелкими признаками, при этом более ранние варианты оцениваются на аукционах дороже. Кроме того, ценятся гашёные экземпляры с водяным знаком «ромбы», прошедшие колониальную почту, — поскольку их значимая часть попросту не успела до войны достичь мест своего назначения, либо использовалась там короткое время, такие марки относительно редки (и активно подделываются).

### Оккупация
В процессе оккупации германских территорий союзными силами остававшиеся в распоряжении местных почтовых отделений запасы марок серии «Яхта» реквизировались, а деятельность германских колониальных почтовых администраций прекращалась. Однако позже марки запускались в оборот снова, но с надпечатками новых номиналов в британской валюте (пенсах и шиллингах) и статусными надписями. Первые такие выпуски увидели свет уже в 1914 году.
Исключениями стали захваченные японцами тиражи марок на Каролинских и Марианских островах — те были официально уничтожены. В Цзяо-Чжоу все местные запасы марок были сожжены самими германскими защитниками этой военно-морской базы перед капитуляцией. На марках серии «Яхта» Германской Юго-Западной Африки надпечаток не производилось (там сразу же были введены в обращение надпечатанные марки соседнего Южно-Африканского Союза).
На Новой Гвинее, Маршалловых островах и Самоа «Яхта „Гогенцоллерн“» надпечатывалась аббревиатурой G.R.I. (лат. Georgius Rex Imperator, «Георг, король и император» — подпись Георга V), при этом часть тиражей надпечатывались для служебного использования (Official Service) — O.S. G.R.I. Камерунские надпечатки выглядели иначе — C.E.F. (англ. Cameroon Expeditionary Forces, «Экспедиционные силы в Камеруне»). В Того были выпущены в обращение «Яхты» без смены валюты с надпечатками по-английски TOGO Anglo-French Occupation для британской зоны оккупации и по-французски TOGO Occupation franco-anglaise для французской зоны. Известны экземпляры с двойными, тройными, перевёрнутыми надпечатками, пропусками букв, ошибками в тексте и т. д.
Оккупационные надпечатки союзников на марках различных германских колоний
Поскольку «Яхты» с оккупационными надпечатками имели, как правило, небольшие тиражи и находились в обращении непродолжительное время, они представляют высокую филателистическую ценность и часто подделываются. Особый интерес вызывают выпущенные в 1915 году на прибрежном острове Мафия Германской Восточной Африки экземпляры с надпечатанным текстом G. R. MAFIA («Король Георг. Мафия»).
Германская Имперская почта запретила любую торговлю описанными почтовыми марками в пределах империи, поскольку по закону их покупка приравнивалась к финансированию вражеской стороны. Полиция преследовала таких торговцев и покупателей. Известен случай, когда по требованию почты Германии была снята с публикации в специализированном филателистическом издании статья, описывающая серию «Яхта» с надпечатками союзников.

### Марки-пародии
Германская Восточная Африка была крупнейшей и самой населённой из всех колоний с хорошо развитой инфраструктурой, позволявшей оперативно перебрасывать войска, — поэтому её завоевание стало для союзников непростой задачей (которая де-факто так и не была полностью выполнена вплоть до капитуляции самой Германии в Европе).

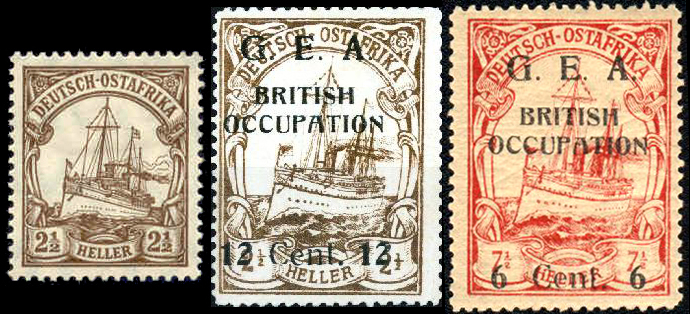
Почтовая марка Германской Восточной Африки 1905 года(Sc #22) (слева) и две британские пропагандистские марки-пародии

С целью деморализации противника союзники в 1914—1918 годах наладили в Италии производство в пропагандистских целях так называемых «провизориев Карисимби» (англ. Karissimbi provisionals) — фальшивых марок-пародий, напоминавших серию «Яхта „Гогенцоллерн“» низких номиналов (коричневая — 2½ геллера, зелёная — 4 геллера, красная — 7½ геллера, голубая — 15 геллеров и фиолетовая — 30 геллеров).
Фальшивки имели увеличенный размер (3 × 4 см вместо 2 × 2,5 см), надпечатки G. E. A. British Occupation («Германская Восточная Африка. Британская оккупация») и новые номиналы — 12, 3, 6, 15 и 25 центов. В реальности на почтовых марках Германской Восточной Африки серии «Яхта» таких надпечаток никогда не производилось.

### Пропаганда
Германские колонии имели большое экономическое значение для империи, их утрата по итогам Первой мировой войны нанесла ей серьёзный ущерб. На фоне хронических экономических неурядиц Веймарской республики приобретала популярность идея возврата отторгнутых земель.
В частности, с 1920 года в Германии получила распространение изданная несколькими неназванными частными компаниями пропагандистская серия непочтовых марок «Утраченные территории» — по одной марке для каждой такой территории, европейской или заморской. Все эти синдиреллы имели чёрный траурный фон и центральный рисунок. Номинал не указывался.
«Колониальная» часть серии (10 из 19 марок) повторяла основные черты серии «Яхта „Гогенцоллерн“» — в центре в овале рисунок этой яхты в сопровождении приспущенного знамени кайзерлихмарине. Марки печатались в листах по 20 штук (5 × 4), а также наборами в виде оформленных в красно-чёрных имперских цветах перфорированных подарочных листков с пояснениями и реваншистскими призывами.

## Память
Будучи важными свидетельствами германской колониальной истории, марки с изображением яхты «Гогенцоллерн» продолжают привлекать коллекционеров:

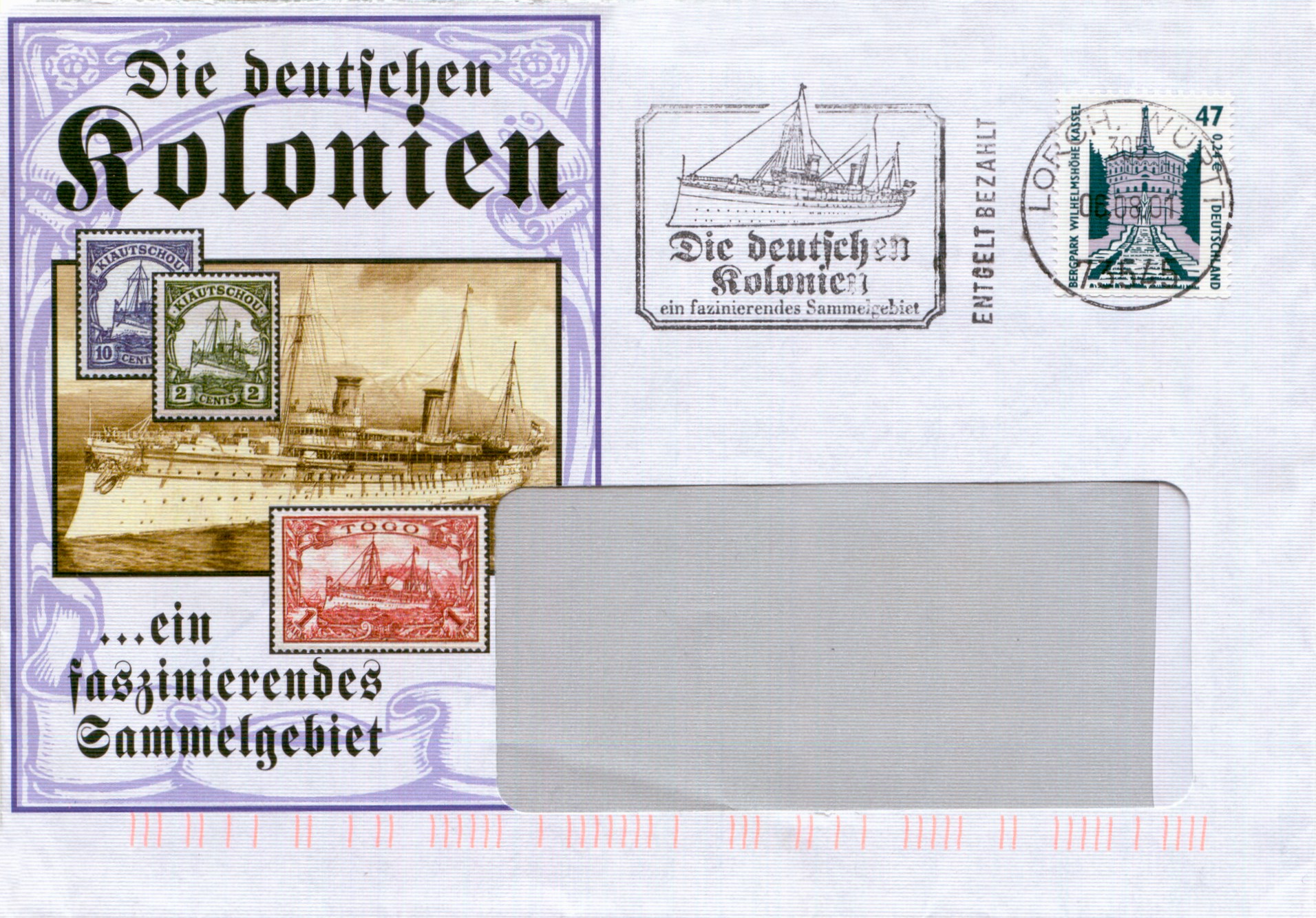
Памятный филателистический конверт «Германские колонии — увлекательная область коллекционирования», на котором запечатлены яхта «Гогенцоллерн» и колониальные марки с её изображением (Германия, 2001)